# Pentaria abderoides
Pentaria abderoides là một loài bọ cánh cứng trong họ Scraptiidae. Loài này được Chobaut miêu tả khoa học năm 1893.